# Kiseijū
Kiseijuu (寄生獣, Kiseijū, lit. "bestas parasitárias"), também conhecido como Parasyte, é um mangá escrito e ilustrado por Hitoshi Iwaaki que estreou na revista Morning Open Zōkan da Kodansha entre 1988 e 1989. O mangá foi mais tarde serializado na revista Afternoon[carece de fontes?] de janeiro de 1990 até fevereiro de 1995, e em 1993 recebeu o Prêmio de Mangá Kōdansha, na categoria Geral (Seinen) — contendo 10 volumes encadernados. Depois de 24 anos o mangá foi adaptado em anime, produzido pelo estúdio de animação japonês Madhouse, intitulado Kiseijū: Sei no Kakuritsu (寄生獣 セイの格率). O anime estreou no Japão em 8 de outubro de 2014 pela rede televisiva Nippon TV (e outras estações da NNS). Em 2014 e 2015, dois filmes live-action da série foram lançados. Em 2020 estreou na Netflix.

## Sinopse
Com 16 anos, Izumi Shinichi é um estudante que mora com seus pais em uma vizinhança pacata de Tóquio. Certa noite, alienígenas no formato de vermes invadem a Terra e começam a tomar controle do cérebro de hospedeiros humanos ao entrar por suas orelhas ou nariz. Um desses parasitas tenta se arrastar para dentro do cérebro de Shinichi enquanto ele dormia, contudo acaba sendo pego e no fim consegue tomar posse apenas de sua mão direita. Graças a isso, tanto Shinichi quanto o parasita (que futuramente receberia o nome de Migi) permanecem cada qual com sua própria consciência, ao contrário do que ocorre com quem tem o cérebro invadido. Apesar do susto inicial, conforme os dias passam Shinichi vai aos poucos criando certo grau de confiança com Migi, ao mesmo tempo em que encontra outros parasitas contrários a essa relação e que tentarão matá-lo.

## Personagens

### Protagonistas
Shinichi Izumi (泉 新一, Izumi Shinichi)
Shinichi é o protagonista da trama, um pensativo e compassivo adolescente cujo braço foi devorado por um parasita. Shinichi é repetidamente colocado em  situações difíceis. Ele deve encontrar uma forma de coexistir pacificamente com Migi, o parasita que assumiu seu braço, e conciliar o seu desejo de proteger a humanidade dos outros parasitas secretamente, a fim de evitar ser morto ou usado como um rato de laboratório. Como um super-herói com uma identidade secreta, ele também deve encontrar uma maneira de explicar suas atividades de combate a parasitas, bem como o estresse e sofrimento que eles causam aos seus amigos, familiares e á si mesmo. O fato de Shinichi ainda possuir sua mente intacta faz com que outros parasitas o vejam como uma ameaça. Ele e Migi devem se defender dos ataques com suas capacidades de pensar e agir de forma independente como uma equipe, e isso os dá vantagem tática sobre os parasitas normais.
Masanori Harada, uma estudante de 20 anos de idade, escreveu ao editor da Monthly Afternoon que observou que o protagonista atua calmo demais quando ele está em perigo e que ele "não é mais humano!" Iwaaki respondeu, afirmando que Migi sempre manda Shinichi por a mão no peito e respirar fundo, acalmando-o durantes as batalhas. A declaração e a resposta foram impressas na Afternoon de abril de 1993. Dublado por Nobunaga Shimazaki no anime e interpretado por Shota Sometani no filme.
Migi (ミギー, Migī)
Migi um parasita que é o braço direito de Shinichi, nomeado a partir palavra japonesa para "direita" (右, migi). Ao contrário dos parasitas "bem sucedidos", Migi não tem vontade de matar seres humanos para o sustento, e é alimentado pela comida que Shinichi come. Migi é, como outros parasitas, completamente sem emoção. Sua primeira consideração é a sobrevivência, e ele ameaçou (e em alguns casos tentou matar) seres humanos que constituíam uma ameaça para o seu sigilo. Quando ele e Shinichi tentaram entrar em um acordo da primeira vez, ele até ameaçou remover outros membros de seu "parceiro", a fim de torná-lo incapaz de colocar os dois em perigo. Ao contrário de quem ele habita, Migi tem nenhuma inclinação para colocar-se em risco, a fim de proteger seres humanos de outros parasitas. À medida que a série passa, ele se torna mais humano, ao passo que o inverso ocorre com Shinichi.
Iwaaki explicou que, enquanto Migi parece ser a arma de Shinichi, é o próprio Migi que está no controle da batalha e dá as ordens. Iwaaki explicou que Migi ordena facilmente Shinichi, pois seu "parceiro" é jovem e que "precisa de orientação", por isso Migi iria encontrar dificuldade de comandar caso ele tivesse se hospedado em um político ou um presidente de uma empresa, pois o senso de liderança de ambos iria entrar em conflito.
Um jovem de 18 anos de idade, da Prefeitura de Saitama de nome "Midari", perguntou nas cartas ao editor caso Migi tivesse entrado no braço esquerdo de Shinichi, se ele teria sido chamado "Hidari". Iwaaki respondeu que seria Hidari, mas sentiu que o nome seria semelhante aos de Bokuzen Hidari (famoso ator e comediante japonês) ou Tenpei Hidari (famoso ator) e iria "trazer à mente das pessoas um velho senil, de modo que não teria sido uma boa ideia". Migi é dublado por Aya Hirano e tem seus efeitos sonoros feitos por Rinka.

### Humanos
Satomi Murano (村野 里美, Murano Satomi)
A melhor amiga de Shinichi. Shinichi e Satomi desenvolvem um relacionamento romântico ao longo da série, mas sua atração e carinho um pelo outro é prejudicada pela própria natureza monstruosa de Shinichi, pelo medo dela sobre seu comportamento secreto, e as mudanças de humor que resultam das tribulações de sua vida. Até o último volume, ela não tem ideia da existência de Migi. Dublada por Kana Hanazawa e interpretada por Ai Hashimoto no filme.
Kana Kimishima (君嶋 加奈, Kimishima Kana)
Kana é uma "bad girl" desobediente que desenvolve uma paixão por Shinichi. Ela é atraída por ele por causa de sua personalidade sensível, e porque ela pode sentir algo "diferente" nele. Na realidade, Kana tem uma habilidade psíquica inexplicável que detecta parasitas. No entanto, seus sentidos não são tão afiados como os dos próprios parasitas, e ela não pode dizer se está sentindo a presença de Shinichi ou de um parasite normal, o que a coloca em perigo considerável. Dublada por Miyuki Sawashiro.
Yuko Tachikawa (立川 裕子, Tachikawa Yūko)
Uma das duas melhores amigas de Satomi. Seu irmão trabalha como desenhista para o departamento de polícia. Depois de ver esboços de parasitas feitos por seu irmão e se apaixonar por Hideo Shimada, ela acaba parando no meio de uma situação altamente perigosa. Dublada por Kiyono Yasuno.
Akiho Suzuki (鈴木 アキホ, Suzuki Akiho)
Uma das duas melhores amigas de Satomi. Ela tem uma pequena queda por Shinichi no início da história. Dublada por Rena Maeda.
Uragami (浦上)
Um serial killer canibal que tem a capacidade de distinguir humanos e parasitas. Ele é trazido pelos militares para ajudá-los em sua operação para exterminar os parasitas em Fukuyama do Leste, mas escapa quando a unidade militar é abatida por Goto. Ele volta no fim da série para tentar matar Shinichi e Satomi. Dublado por Hiroyuki Yoshino.
Kazuyuki Izumi (泉 一之, Izumi Kazuyuki)
Kazuyuki é o pai de Shinichi. Pouco depois de sua esposa ser morta por um parasita, ele teve algumas suspeitas quanto à existência de um parasita em Shinichi (embora ele nunca tenha dito isso abertamente). Dublado por Masaki Aizawa.
Nobuko Izumi (泉 信子, Izumi Nobuko)
Nobuko é mãe de Shinichi.  Ela morre quando é decapitada e tem seu corpo tomado por um parasita, e nessa forma atravessa o coração de Shinichi com uma lâmina, quando ele se recusa a acreditar que sua mãe esteja morta. O parasita é morto mais tarde por Shinichi e Uda. Dublada por Chieko Sasai.
Kazuki Nagai (長井 和輝, Nagai Kazuki)
Colega de sala de Shinichi. Dublado por Shinya Hamazoe.
Mitsuo (光夫)
Um estudante da escola de Kana e, provavelmente, seu ex-namorado. Fica com ciúmes da paixão dela por Shinichi. Dublado por KENN.
Makiko Hayase (早瀬 真樹子, Hayase Makiko)
Makiko é uma jovem estudante que vive com seus pais, avô e irmão mais novo na pequena cidade onde o pai de Shinichi é hospitalizado. Sua família é dona de um hotel onde Shinichi se hospeda, a fim de estar perto de seu pai. Mostra-se que ela desenvolve uma paixão por Shinichi durante sua estadia. Dublada por Yū Serizawa.
Mamoru Uda (宇田 守, Uda Mamoru)
Uda é, como Shinichi, um ser humano com um parasita que não conseguiu chegar até o cérebro. No caso de Uda, o parasita assumiu a parte inferior da cabeça e do rosto, mais notavelmente sua mandíbula. O parasita originalmente não tem um nome, mas depois é chamado de Joe (ジ ョ ー, Jō, trocadilho com a palavra "jaw" que significa "mandíbula") . Apesar disso, o parasita possui senso de humor, distorce o rosto de Uda e o força a dizer coisas estranhas ou inapropriadas. A dupla faz amizade com Shinichi e Migi, mas prefere simplesmente evitar parasitas. Porque Uda é ligeiramente acima do peso e seu parasita está localizado na região da mandíbula, brigas com outros parasitas tendem a deixá-lo sem fôlego. No entanto, já que está localizado na parte inferior da cabeça, seu parasita pode estender-se até o seu peito, e proteger seu coração (alvo primário dos parasitas hostis). Uda é um homem calmo, descontraído, mas mostra-se nervoso sob pressão e altamente emocional, chorando facilmente. Ele trabalha como um funcionário de hotel. Dublado por Takuma Suzuki.
Shiro Kuramori (倉森 志郎, Kuramori Shirō)
Um investigador particular contratado por Reiko para espionar Shinichi. Ele é capturado por Migi quando ele tira uma foto deles. Quando seu assistente Taro some, Shiro pede á Shinichi para encontrá-lo, e acaba gravando uma luta entre Shinichi e um parasita. Mais tarde, sua família é morta por parasitas, e em um frenesi de dor seqüestra o bebê de Reiko, levando-o á um confronto fatal em um parque. Dublado por Issei Futamata.
Takeshi Hirokawa (広川 剛志, Hirokawa Takeshi)
Hirokawa é o líder da quadrilha de parasitas que tem Reiko e Goto entre os seus membros. O grupo tenta acumular o poder político, a fim de criar esconderijos onde possam matam e comem suas vítimas em segredo e com segurança. Hirokawa ganha a eleição para o cargo de prefeito na cidade de Fukuyama do Leste, uma cidade pequena (para os padrões japoneses) de 500.000 pessoas, próxima a cidade de Shinichi. Hirokawa ganha executando uma campanha centrada no ambientalismo. Secretamente, Hirokawa é um ambientalista radical que acredita que o propósito dos parasitas é "abater a população humana para controlar seu crescimento". A força policial mata Hirokawa e descobre que ele nunca foi um parasita, mas um simpatizante. Dublado por Yuu Mizushima.
Hirama (平間)
Um detetive veterano que suspeita que Shinichi está envolvido na morte de Kana. Dublado por Takuma Suzuki.
Yamagishi (山岸)
Um oficial de polícia que lidera o extermínio dos parasitas. Dublado por Rikiya Koyama.

### Parasitas
Reiko Tamura (田村 玲子, Tamura Reiko)
Um parasita que infectou e assumiu a identidade de uma mulher chamada Ryōko Tamiya (田宮 良子, Tamiya Ryōko), uma dos professores de Shinichi. Reiko tem inclinações científicas, e é levada a descobrir a biologia, a origem e o propósito dos parasitas. Reiko engravida numa experiência científica com Sr. A, descobre que vai ter um filho humano normal, e que os parasitas não têm meios aparentes de reprodução. Depois de matar os pais de Ryōko, o parasita mudou sua aparência e criou uma nova identidade conhecida como "Reiko Tamura". Reiko é mais lógica e razoável do que os outros parasitas, e permite que Shinichi viva sem ser perturbado por ela, em grande parte porque o considera uma interessante anomalia digna de estudo. Ela finalmente dá à luz bebê do Sr. A e depois de trair seus companheiros parasitas, ela permite que a polícia a mate em uma emboscada em um parque em vez de tentar resistir ou fugir. O bebê sobrevive por causa de sua proteção. Dublada por Atsuko Tanaka e interpretada por Eri Fukatsu no filme.
Sr. A
Sr. A é um parasita que considera Shinichi uma ameaça. Reiko o chama de idiota enquanto Migi o descreve como "não é um dos nossos mais inteligentes". Sr. A não tem capacidade para sutileza ou fraude, e não hesita em usar suas capacidades de mudança de forma em público, seu raciocínio é de que ele sempre pode sair de um problema lutando, fugindo e se transformando em uma cara diferente. Sr. A (ou melhor, seu corpo) é o pai do filho de Reiko. Shinichi é forçado a lutar contra o Sr. A, quando ele tenta matá-lo na escola. Embora Shinichi e Migi consigam feri-lo, eles são forçados a fugir. Reiko finalmente o mata para não por em perigo a sua identidade humana. Dublado por Makoto Yasumura.
Hideo Shimada (島田 秀雄, Shimada Hideo)
Hideo é um parasita com o corpo de um adolescente que decide integrar-se com a sociedade humana. Hideo se matricula na escola de Shinichi e expressa um desejo de criar uma amizade com ele, mas Shinichi não confia nele. Embora Hideo seja um parasita relativamente pacífico, ele não tem escrúpulos em espancar ou até mesmo matar agressores que tentem iniciar lutas com ele, e ele continua a caçar humanos (embora ele alegue que está aprendendo a comer comida normal). Yuko Tachikawa descobre seu segredo e o confronta sobre isso, então ele começa uma matança na escola. Ele é morto depois que escapa para o telhado, quando Shinichi, usando Migi para aumentar a força de seu braço direito, atira uma pedra certeira através de seu peito, destruindo seu coração. Dublado por Akira Ishida.
Gotou (後藤, Gotō)
Gotō é um parasita "experimental" criado por Reiko. Ele é, na verdade, uma combinação de vários parasitas, cuja capacidade de transformação corporal é avançada o suficiente para eles trocarem de posições, cada uma formando um membro diferente de acordo com a situação. Gotō é o mais inteligente, habilidoso, e é o líder do corpo compósito. Já que a cabeça e todos os seus membros são feitos de células de parasitas, Gotō é muito mais rápido, mais forte e mais perigoso do que os parasitas normais, e quase impossível de se ferir. Gotō é capaz de usar os parasitas em suas pernas para alterar a forma de seus pés e tornozelos para lhe dar vantagem na mobilidade, ou velocidade durante a luta. É o último parasita que Shinichi e Migi enfrentam; Gotō realmente acaba causando a morte temporária de Migi, e o absorve em seu corpo por um pequeno período de tempo. Shinichi é deixado com apenas um braço durante este período, mas consegue recuperar Migi e assegurar a vitória. O nome "Gotō" é um trocadilho com um kanji sinônimo com o kanji para cinco (五, go), o que especifica que ele pode controlar cinco parasitas. Dublado por Kazuhiko Inoue.
Miki (三木, lit. Três árvores)
Um dos parasitas experimentais criados por Reiko no corpo de Gotou. Semelhante ao "Migi", a posição padrão de Miki no corpo é o braço direito. Seu nome tem um significado adicional, "Três árvores", fazendo referência á sua capacidade de manipular três no corpo (incluindo ele próprio), quando ele assume a posição da cabeça. Ao contrário de outros parasitas, Miki aprendeu a mostrar emoções humanas. Seu corpo é composto de cinco parasitas, um em cada um de seus braços e pernas e outro na cabeça, que, aparentemente, podem trocar seus lugares no corpo, mas apenas dois deles são capazes de unificar os cinco e fazê-los lutar como um único ser. Dublado por Daisuke Namikawa.
Sr. B
Dublado por Tōru Nara.
Kusano (草野)
Dublado por Takaya Aoyagi.

## Mídia

### Mangá
Kiseijū foi originalmente publicado na  Morning Open Zōkan a partir de 1988 e mudou para a Afternoon depois de alguns problemas em 1990. Ele foi publicado em dez volumes tankōbon pela Kodansha, e depois republicado em oito volumes kanzenban. No Brasil, a Editora JBC publica a série a partir de Setembro de 2015.

### Live-actions
A New Line Cinema adquiriu os direitos de Kiseijū em 2005, e uma adaptação em filme foi relatada estar no início, com Jim Henson Studios e Don Murphy encarregados da produção. Os direitos da New Line expiraram em 2013, causando uma guerra de lances no Japão. O estúdio Toho conseguiu os direitos, e decidiu adaptar o mangá em dois filmes dirigidos por Takashi Yamazaki. A primeira parte, Parasyte: Parte 1, foi lançada em novembro de 2014 e a segunda parte, Parasyte: Parte 2, foi lançada em abril de 2015.

### Anime
A adaptação em anime ficou nas mãos do estúdio Madhouse e chamada de Kiseijū -the maxim- (寄生獣 セイの格率, Kiseijū Sei no Kakuritsu), ela foi ao ar na Nippon TV entre 8 de outubro de 2014 e 25 de março de 2015. A Sentai Filmworks licencia o lançamento do anime na América do Norte, América do Sul, Reino Unido, Austrália e Nova Zelândia. O tema de abertura é "Let Me Hear" da banda Fear, and Loathing in Las Vegas. O tema de encerramento é "It's the Right Time" do cantor Daichi Miura.